# Kleinpritzer See
Der Kleinpritzer See, früher auch Nepersmühlensche See genannt,  liegt in der Sternberger Seenlandschaft ca. 10 km südöstlich von Sternberg im Landkreis Ludwigslust-Parchim in Mecklenburg-Vorpommern. Er ist ein beliebtes Ausflugsziel.

## Lage und Beschreibung
Der Kleinpritzer See mit dem gleichnamigen Ort an seinem Ufer, liegt in einer naturbelassenen Landschaft im Naturschutzgebiet Durchbruchstal der Warnow und Mildenitz. Die durchschnittliche Tiefe beträgt 7,7 Meter. Er verfügt über eine sehr gute Wasserqualität, die Ufer sind fast durchgängig bewaldet, nur im Süden grenzen landwirtschaftliche Nutzflächen an den See. Am Ufer befinden sich die Orte Schlowe im Nordosten, Klein Pritz im Südosten und Kukuk im Südwesten. Der See hat eine markante Bucht im Südwesten bei Kukuk mit einigen kleineren Inseln. In Schlowe gibt es seit 1963 bis heute ein großes Ferienlager. Zunächst unter dem Namen "Hans Franke" war es eines von mehreren Betriebsferienheimen des VEB Bodenbearbeitungsgeräte Leipzig. Nach der Wende wurde es vom Berliner Jugendverband Kinderring e.V. weitergeführt. Seit dem 1. April 2019 ist der Verein "Jugend-, Kultur- und Bildungsarbeit in Berlin und Schlowe (JKBBS) e.V." angetreten, den Platz weiterzuentwickeln. Auch Campingplätze und mehrere Badestelle sind vorhanden.
Der Schlower Bach im Nordosten ist ein über ein Wehr regulierter Abfluss. Der Bach ist reich an Flussmuscheln.
Im Westen befand sich auf einer Halbinsel eine ehemalige slawische Burganlage.

## Fauna
Der See ist aufgrund seiner guten Wasserqualität als Angelgewässer ausgewiesen und beliebt. Beispielsweise gibt es Hechte und Welse. Ein Berufsfischer aus Dabel bewirtschaftet den See und vergibt die Angelscheine. Im Mai 2013 gelang einem Angler der Fang eines 1,74 m langen und 41 kg schweren Wels, der als größter Fisch in Mecklenburg-Vorpommern seit 2008 gilt. Folgende weitere Fischarten sind im See beobachtet worden (Stand 2006): Aale, Maränen, Barsche, Brachsen, Karpfen, Plötzen und Rotfedern.

## Nepersmühlen
Das untergegangene Dorf Nepersmühlen wurde zwischen 1280 und 1287 als Newopperesmolen genannt. Später auch Neupersmolen, Nepersmolen und 1339 Nepermolen, das geht auf das altslawische Newoper zurück und könnte die "Mühle des Newoper" bedeuten.
Der Kleinpritzer See wird auf den Karten von Schmettau 1788 und von Wiebeking 1786 als Nepersmühlenscher See bezeichnet, dort aber ohne Ansiedlung des Dorfes dargestellt.
1280 wurde das Dorf Nepersmühlen mit Mühle und Krug durch einen wendische Edlen Newoper dem Kloster Sonnenkamp bei Neukloster mit seinem Propst Johannes geschenkt. Am 25. November 1280 bestimmte der Propst Johannes über die Verwendung der Einkünfte aus dem Gute Nepersmühlen mit Mühle, Waldungen und Fischerei. Fürstin Anastasia von Mecklenburg überwies dem Kloster Sonnenkamp am 24. Juni 1283 das Dorf Nepersmühlen mit der Mühle und de Fischerei auf dem angrenzenden See. Am 18. Juli 1306 verlieh Heinrich, Fürst von Mecklenburg den Kloster Jungfrauen vom Sonnenkamp den See zu Neuperssmolen ganz und gar mit allen Rechten und der Fischerei. Dazu das Patronatsrecht der Kirche im Dorf und der Filiale zu Dabel. Fürst Heinrich von Mecklenburg vergleicht wegen der Fischerei auf dem Nepersmühlenschen See am 27. Dezember 1306 in Sternberg das Kloster Sonnenkamp mit Gerhard von Cramon auf Klein Pritz.
Am 5. Oktober 1583 verständigten sich Herzog Ulrich von Mecklenburg und das Kloster Dobbertin zu einem Güteraustausch. Der Herzog überließ dem Kloster die Feldmarken von Schlowe mit dem See, Neperdmühlen, den halben Holzendorfer See und die Patronatsrechte an der Kirche zu Dabel. Dafür überließen die Klosterprovisoren dem Herzog das Dorf Martersen (Matritz) im Amt Schwaan. Die aber erst 1585 übertragene alte Dorfstätte lag nahe dem Nepermühlenschen See, heute Kleinpritzer See genannt. Dazwischen liegen das Rüster-, Hohen Pritzer und Klein Pritzer Feld. In diesen drei Feldmarken wird Nepersmühlen untergegangen sein, jedoch ist nicht klar, wie und wann. Es wird vermutet, dass Nepersmühlen am Ausfluss des Nepermühlschen Sees nach Borkow gelegen hat. In den Klosterakten von 1662 bis 1686 finden sich Informationen zur Fischerei auf dem Nepersmühler See. Um 1772 kam es zu Beeinträchtigungen bei der Fischerei auf dem Nepersmühler See und dem Woseriner See.
Die Dobbertiner Klostervorsteher hatten auf dem Landtag zu Sternberg am 15. November 1803 freie Hand zum Verkauf des klösterlichen Anteils am Nepermühlenschen See erhalten, da der Fischerei Pachtkontrakt mit dem jetzigen Fischer "auf ein Minus zuwüchse". Das Kloster Dobbertin besäße um den Nepermühlschen See nicht einmal soviel Land, dass der Fischer seine Netze ausbreiten und trocknen könnte. Die rühmliche Gefälligkeit des jetzigen Herrn Gutsbesitzers von Klein Pritz, Kammerherr und Obristleutnant von Plessen, wurde dem klösterlichen Fischer verweigert. 
1805 erfolgte die Abtretung an Klein Pritz.

### Gedruckte Quellen
- Mecklenburgisches Urkundenbuch (MUB)
- Mecklenburgische Jahrbücher (MJB)

### Ungedruckte Quellen
Landeshauptarchiv Schwerin (LHAS)
- LHAS 2.12-3/2 Klöster und Ritterorden. Dobbertin, Nr. 103.
- LHAS 3.2-3/1 Landeskloster/Klosteramt Dobbertin.
- LHAS 5.11-2 Landtagsverhandlungen, Landtagsversammlungen, Landtagsprotokolle und Landtagsbeschluß.

## Karten
- Topographisch oeconomisch und militaerische Karte des Herzogthums Mecklenburg-Schwerin, Klosteramt Dobbertin mit der Sandpropstei vom Grafen Schmettau 1758.
- Wiebekingsche Karte von Mecklenburg 1786.